# Alex Barros

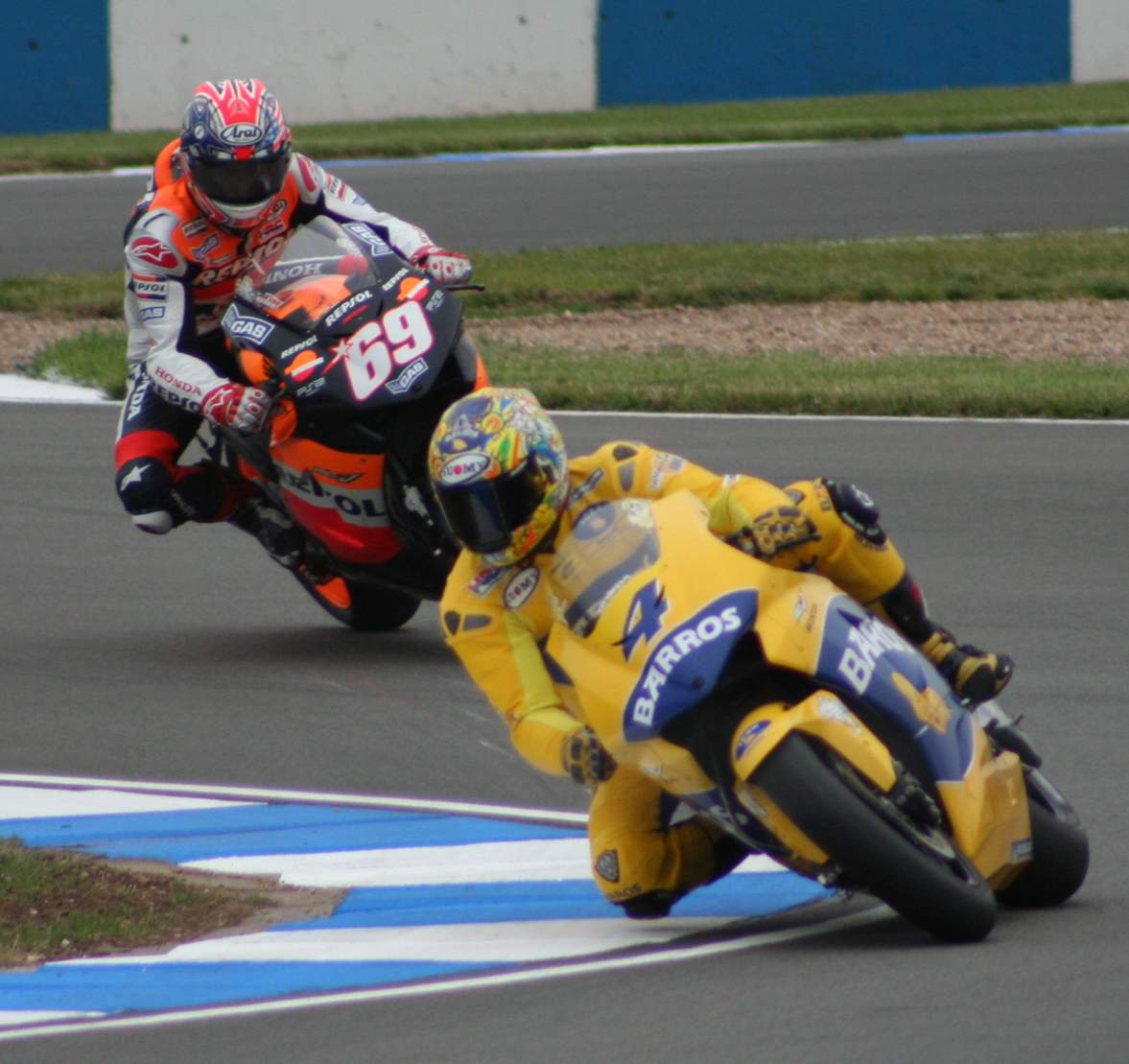
Barros före Hayden, 2005.

Alex Barros, född 18 oktober 1970, är en brasiliansk före detta roadracingförare och veteran i MotoGP.
Barros gjorde debut redan 1986 i dåvarande 80 cm³-klassen. Efter ett par säsonger i 250GP gjorde han debut i 500-klassen i Japans grand Prix 1990 på en Cagiva. Första pallplatsen kom på Assen 1992 och första segern året efter på Jarama då han bytt märke till Suzuki. Barros blev VM-fyra fem gånger i 500/MotoGP för olika Hondateam.
Efter en säsong i Superbike-VM 2006 där han tog en heatseger och blev sexa i VM återvände Barros till MotoGP inför säsongen 2007 för att köra för Luis D'Antins Pramac Ducati-team. Det resutlterade i 115 poäng och en tiondeplats i VM-tabellen. Bästa resultatet 2007 blev en tredjeplats i Italiens Grand Prix. Efter säsongen 2007 slutade Barros med roadracing på VM-nivå efter hela 22 säsonger. Han var då den som startat i flest Grand Prix i 500- och MotoGP-klassen - 245 stycken. Rekordet slogs av Valentino Rossi 2014.

## Segrar 500GP/MotoGP
| Nr | Grand Prix     | År   |
| -- | -------------- | ---- |
| 1  | FIM Grand Prix | 1993 |
| 2  | Nederländerna  | 2000 |
| 3  | Tyskland       | 2000 |
| 4  | Italien        | 2001 |
| 5  | Motegi         | 2002 |
| 6  | Valencia       | 2002 |
| 7  | Portugal       | 2005 |